# Johannes Lang (Schneider)
Johannes Lang (auch Jost) (* um 1620 in Runkel, Hessen) war ein deutscher Schneider und kämpfte gegen Hexenprozesse.

## Leben
Johannes Lang war Meister der Schneiderzunft, einem wichtigen Gewerbezweig in der Grafschaft Runkel, und gehörte als angesehener und vermögender Mann dem Ortsvorstand von Münster an. Er stammte ursprünglich aus Runkel, wo sein Onkel schon vor dem Dreißigjährigen Krieg Burgverwalter war. Er hatte als Markthändler viel Geld verdient und sich nach dem Krieg in Münster eingekauft und niedergelassen. Seine Frau hieß Agnes (auch Anna), geborene Weyandt, gebürtig von Weyer.
Johannes Lang stand unter Anklage, den Theiß Kühmichel aus Münster ermordet zu haben.

## Hexenprozesse
Im Dreißigjährigen Krieg war es in der Grafschaft Runkel ruhiger um die Hexenprozesse geworden. Nach dem Ende des Krieges wurden jedoch neue „Hexenausschüsse“ gebildet. Von 1649 bis 1652 wurden in der Umgebung von Schadeck 18 Personen der Zauberei beschuldigt, in Haft genommen und dreizehn von ihnen auf dem Richtplatz oberhalb von Ennerich verbrannt. Nur von Agnes Lang aus Münster ist bekannt, dass sie am Leben blieb. Das Schicksal der restlichen vier ist nicht bekannt. Die 18 Angeklagten mussten sich vor dem Runkeler Gericht unter dem Amtmann Dr. Johann Wilhelm von Walrabenstein (Amtszeit 1650–1661) verantworten. Von den 18 Personen stammten sieben aus Runkel, drei aus Weyer, je zwei aus Steeden, Schupbach und Münster und je eine aus Hofen und Ennerich.

### Hexenprozess gegen Agnes Lang
1652 wurde Agnes Lang, die Frau von Johannes Lang, zusammen mit vier anderen Frauen der Hexerei beschuldigt. Schon ihr Bruder war als Hexenmeister hingerichtet worden. Als sie öffentlich behauptete, ihr Bruder sei unschuldig gewesen und zu Unrecht hingerichtet worden und es gäbe keine Hexen, wurde sie vorgeladen und am 10. Januar 1653 zum ersten Mal verhört. Allein das Leugnen des Hexereidelikts hätte schon gereicht, sie zu verurteilen. Man machte ihr weitere schwere Vorwürfe: Ein Kind war krank geworden, nachdem sie es gesund in die Kirche getragen und aus der Taufe gehoben hatte. Als sie einen Mann, der auf einen Baum gestiegen war, am Bein stützte, sei das Bein angeschwollen und mit Blattern übersät gewesen.
Agnes Lang wurde befragt, wie es mit dem „Zauberschmiertopf“ stände, den sie neulich gebraucht hätte, als die Magd von Hofen das Haus der Agnes betreten wollte, aber die Tür verschlossen fand. Agnes erklärte, dass sie damals an der roten Ruhr erkrankt war und, da sie das Zimmer wegen Körperschwäche nicht verlassen konnte, ihre Notdurft in einen Topf getan hatte. Deshalb habe es so übel gerochen. Dann machte sie noch dem Grafen gegenüber den Zusatz: Wenn Zauberei in dem Topfe gewesen wäre, so würde es nicht gestunken haben. Das Gericht schlussfolgerte: Agnes würde es nicht wissen, dass Zauberei nicht stinkt, wenn sie nicht selbst mit Zauberei umgegangen wäre.
Johannes Lang fand Schwachstellen in der Prozessführung gegen seine Frau. Er konnte dem Runkeler Amtmann Johann Wilhelm von Walrabenstein beweisen, dass dieser sich ordnungswidrig verhielt. Der Amtmann betätigte sich nicht nur als Untersuchungsbeamter und Richter, sondern gleichzeitig und bei guter Bezahlung außerdem als Verteidiger. Damit verstieß er gegen die kaiserliche Gerichtsordnung.
Der Zunftmeister Johannes Lang klagte vor dem Reichskammergericht in Speyer seinen Landesherren, den Grafen Friedrich III. von Wied, aufgrund dieser Missstände an. Schon wenige Wochen später wurde das Urteil gesprochen. Das Gericht warf Friedrich Graf zu Wied-Runkel vor, das Gericht seiner Grafschaft nicht richtig besetzt zu haben.  Der Graf musste 10 Gulden Strafe zahlen und das Gericht durfte in der Besetzung kein Recht mehr sprechen. Eine Fortsetzung der Hexenprozesse war nicht möglich. Sowohl der Graf wie auch Wallrabenstein versuchten in Berufung zu gehen. Schließlich musste der Graf das Urteil anerkennen und sein Gericht neu besetzen. Agnes Lang und die mit ihr gefangenen drei Frauen waren mittlerweile auf freiem Fuß. Die Hexenprozesse in der Grafschaft Wied-Runkel wurden nicht wieder aufgenommen.
Johannes Lang genügte die Freilassung seiner Frau nicht. Er bewirkte durch ein weiteres Gerichtsverfahren auch die Freisprechung seiner Frau. Agnes Lang durfte fortan nicht mehr als Hexe bezeichnet werden, Zuwiderhandeln stand unter Strafe.

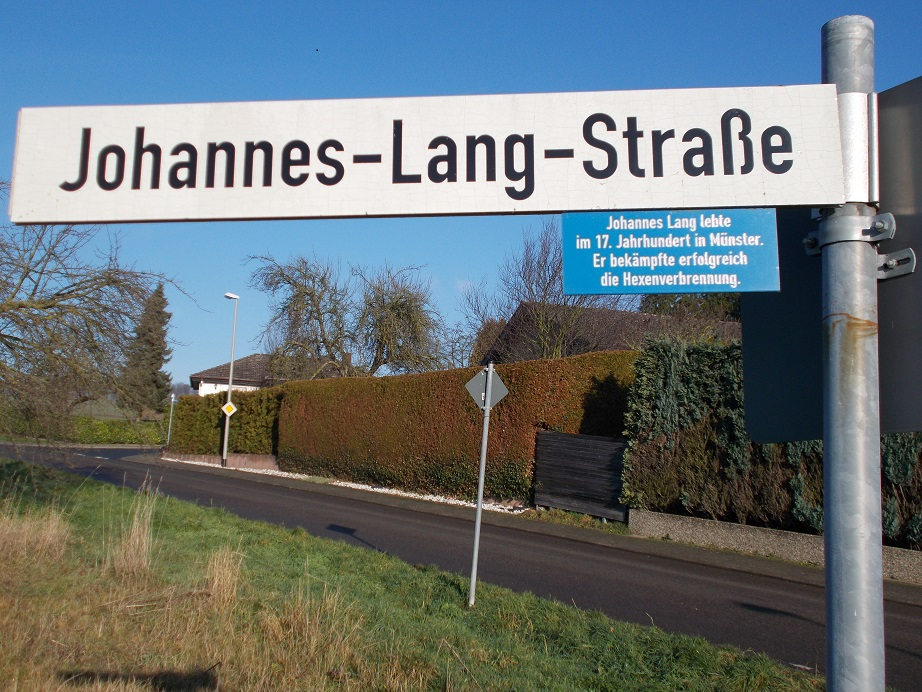
Straßenschild für Johannes Lang, Kämpfer gegen Hexenprozesse in Selters-Münster im 17. Jahrhundert

## Erinnerung
Eine Straße in Münster wurde nach Johannes Lang benannt. Außerdem widmet sich die Chronik der Stadt Runkel auf mehreren Seiten seinem Einsatz. Es konnten heute noch lebende Nachfahren ausfindig gemacht werden. In Gottesdiensten am 22. März 2015 und 6. Dezember 2015 wurde von der evangelischen Kirchengemeinde Münster an sein Wirken gedacht.